# Carmelo Borg Pisani
Carmelo Borg Pisani (ur. 10 sierpnia 1915 w  Isla na Malcie, zm. 28 listopada 1942 na Malcie) – maltański nacjonalista, faszysta oraz kolaborant podczas II wojny światowej

## Życiorys
Uczęszczał do włoskojęzycznego liceum artystycznego im. króla Umberto I, a następnie szkoły malarskiej Carnana Dingli. Za dobre wyniki w nauce wygrał stypendium na studia w Rzymie, które rozpoczął w październiku 1936. Już wówczas uważał, że rządy brytyjskie niszczą łacińskiego ducha Maltańczyków, więc aby odbudować niezależną Maltę, należy wystąpić zbrojnie przeciwko Anglikom. Z tego powodu podczas studiów wstąpił wraz z grupą kolegów do Narodowej Partii Faszystowskiej i czarnych koszul. 30 maja 1940 w liście do Benito Mussoliniego zaoferował swoje usługi w walce z Brytyjczykami. Kilka dni później wstąpił ochotniczo do włoskiej armii. W szeregach Compagnia Speciale del Gruppo CC.NN. da sbarco della 50a Legione uczestniczył w kampanii przeciw Grecji, a następnie okupacji Kefalonii. W nocy z 17 na 18 maja 1942 został wysłany okrętem na Maltę w tajnej misji jako włoski szpieg. Miał wylądować w rejonie Ras id-Dawwara, a następnie ukryć w pobliskiej jaskini swój sprzęt. Jednak z powodu bardzo złej pogody i sztormu podczas wspinaczki na wysoki i stromy klif stracił większość wyposażenia i został dostrzeżony przez brytyjską łódź patrolową. Przeniesiono go do szpitala wojskowego w Mtarfa, gdzie występował jako rozbitek pod fałszywym nazwiskiem Caio Borghi. Został jednak rozpoznany przez kpt. Toma Warringtona, swojego kolegę z dzieciństwa, aresztowany i osadzony w więzieniu Corradino w miejscowości Paola. Po śledztwie oskarżono go o zdradę stanu. 19 listopada został skazany na karę śmierci, wykonaną 28 listopada przez powieszenie. 4 maja 1943 Włosi odznaczyli go pośmiertnie Medaglia d'oro al valor militare.
Obecnie wśród Maltańczyków jego postać jest różnie oceniana – część uważa go za kolaboranta Włochów, zaś inni (np. Norman Lowell, przywódca maltańskiej skrajnej prawicy) za bohatera narodowego.